# 松永綠郎
松永 綠郎（まつなが ろくろう、1921年9月21日 - 2005年5月22日）は、日本の政治家。元埼玉県副知事。元桶川町長。旭日中綬章受章。位階は従四位。

## 来歴・人物
埼玉県に生まれる。1938年、軍記章を受賞(歩兵二等兵)。
旧制埼玉県立熊谷中学校を経て、1943年、中央大学法学部卒業。1947年4月に桶川町(現・桶川市)長に就任。その後、埼玉会館会長、埼玉県労働部長、埼玉県民生部長、埼玉県企画財政部長を歴任する。1976年～1984年の間埼玉県副知事となる。
1993年、旭日中綬章受章。
副知事を退任後、株式会社エコ企画顧問、社団法人北海道野生生物保護公社理事長、一般社団法人日本資材管理協会第四代会長となる。2005年5月22日、さいたま市北区の病院で急性腎不全のため死去。死没日をもって従四位に叙された。